# 陳海寧
陳海寧（英語：Isabella Chang Hoi Ning，1994年2月7日—），香港女演員，2015年出道，參與電影及電視為主。她因外貌酷似何啟華（阿Dee），而獲得「Dee姐」稱呼。

## 簡歷
陳海寧在2015年入行，一開始主要參演MV、電影及香港電台劇集，其後主力在ViuTV發展演藝事業。她在2020年因為參加《辣伙頭》而開始為人所認識，其後在不同綜藝節目出任主持。
2021年，頻道《拾陸比玖》正式於YouTube開台，陳海寧成為頻道長駐成員之一，與藝人柯煒林、郭爾君等人一同演出。另外，她與YouTuber易健兒（Creamy）份屬好友，所以在Creamy和ArhoTV的頻道影片中也時常出現。

## 演出

### 電影
- 2015年：《哪一天我們會飛》 飾 雅玲（年輕）
- 2016年：《沖天火》 飾 親熱女
- 2018年：《非同凡響》飾 珈豪女友人
- 2018年：《大師兄》 飾 6B班同學
- 2020年：《乜代宗師》 飾 New TV 記者
- 2021年： 《殺出個黃昏》 飾 墮胎少女
- 2022年：《深宵閃避球》 飾 林莉
- 2023年：《超神經械劫案下》 飾 獨眼莉（客串）

### 電視劇（ViuTV）
- 2019年：《仇老爺爺》 飾 大學生（第7集）
- 2023年：《大誠實家》 飾 攝影助手
- 2023年：《殺手廢J》 飾 Chloe

### 電視劇（港台電視）
- 2017年：《獅子山下2017》（第5集—孤島）
- 2019年：《萬輻瑪利亞》 飾 賴以容（第3集起）

### 電視劇（Fox）
- 2019年：《心冤》 飾 陳思琪

### 電視節目（ViuTV）
- 2020年：《辣伙頭》參賽者
- 2020年：《辣伙頭·開火》參賽者
- 2021年：《異國風情畫》東南亞篇主持
- 2021年：《家多咗個PET》主持
- 2021年：《嫌疑事件簿》
- 2021年：《辣王傳》主持
- 2021年：《神的女主角》主持
- 2021年：《膠戰S2》第12集嘉賓
- 2022年：《MM730》主持
- 2022年：《姊妹們的國際市場》（固定嘉賓）
- 2022年：《超識玩》
- 2023年：《膠戰S3》第10集嘉賓
- 2023年：《東京納米夢》

### 音樂錄影帶 MV
- 2017年：Nowhere Boys - 地心吸力
- 2019年：SoulJase - Bounce Back
- 2020年：Delta T - 斷捨離💔
- 2021年：Kiri T - Temporary
- 2021年：林欣彤 - 不如憎你
- 2023年：RubberBand - 戀人日常（的直線抽擊）
- 2023年：個人solo

### 廣告
- 2022年：奧樂蜜C（日语：オロナミンCドリンク） - 奇幻便利店

## 外部連結
- 陳海寧的Instagram帳戶
- 陳海寧的Facebook專頁
- 陳海寧在香港影庫上的簡介